# Redução de Luche

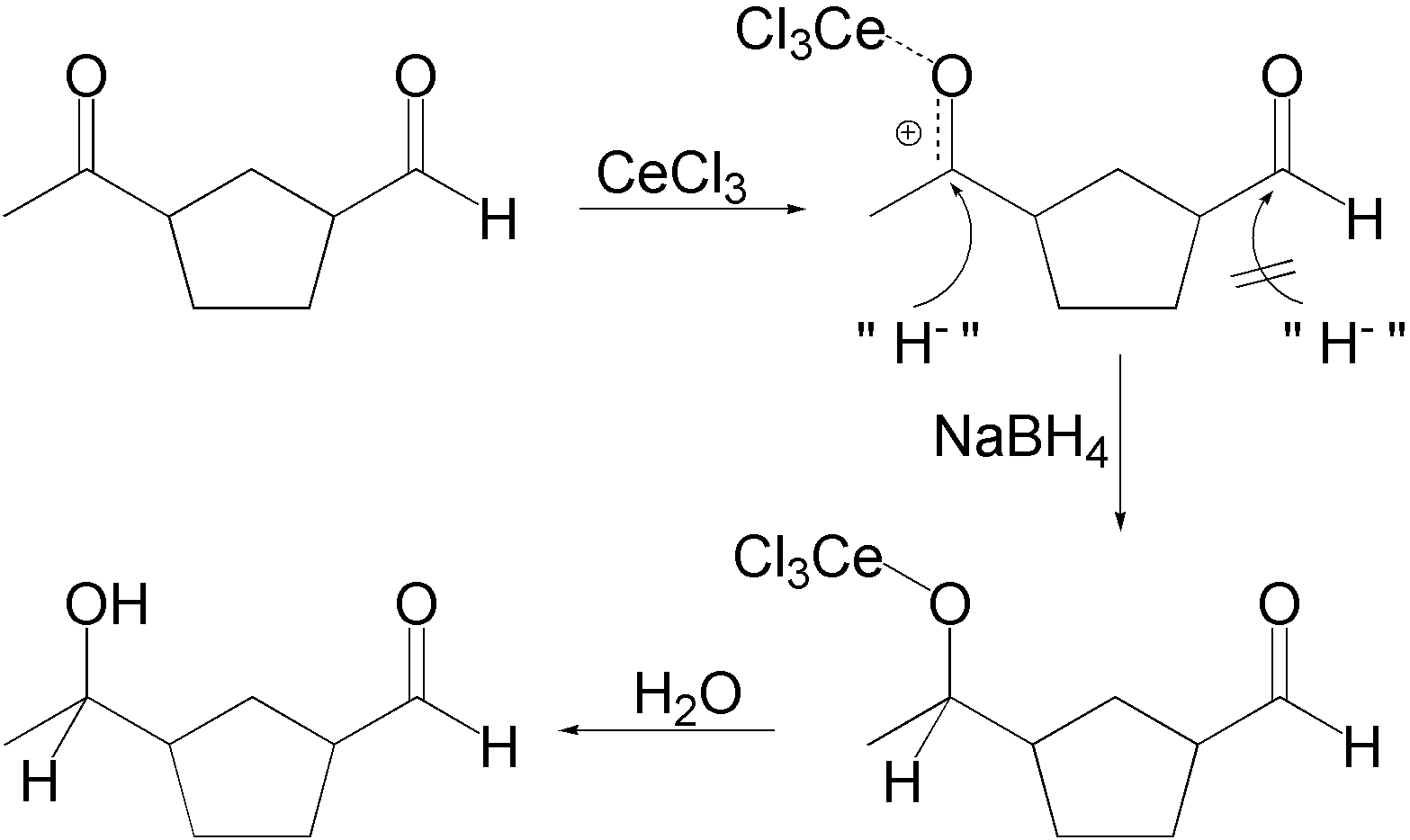
Mecanismo reacional da redução de Luche

A redução de Luche é a redução orgânica seletiva de cetonas α,β-insaturadas a álcoois alílicos com boro-hidreto de sódio (NaBH4) e um cloreto de lantanídeo como catalisador, geralmente cloreto de cério(III) (CeCl3), em metanol ou etanol. Essa reação pode ocorrer quimiosseletivamente com: uma cetona na presença de aldeído ou uma cetona α,β-insaturada na presença de cetona não conjugada.
Uma enona forma um álcool alílico em uma adição 1,2 do hidreto, enquanto a adição conjugada concorrente é suprimida.
A seletividade pode ser explicada em termos da teoria dos ácidos e bases duros e moles: grupos carbonila requerem nucleófilos duros para adição 1,2. A dureza do boro-hidreto é aumentada substituindo os grupos hidreto por grupos alcóxido, sendo o catalisador sal de cério responsável por aumentar a eletrofilicidade do grupo carbonila. Isso é seletivo para cetonas porque elas são melhores bases de Lewis.
Uma aplicação da reação é a redução seletiva de uma cetona na presença de um aldeído. Na verdade, na presença de metanol como solvente, o aldeído forma um metoxiacetal, que é inativo nas condições redutoras.